# Pasar Semurup
Pasar Semurup is een bestuurslaag in het regentschap Kerinci van de provincie Jambi, Indonesië. Pasar Semurup telt 477 inwoners (volkstelling 2010).